# Alfredo Martini
Alfredo Martini (Sesto Fiorentino, 18 de fevereiro de 1921 - 25 de agosto de 2014) foi um ciclista italiano, profissional entre 1941 e 1958. Durante sua corrida desportiva destacam as vitórias no Giro dos Apeninos (1947), Giro do Piemonte (1950) e uma etapa do Giro d'Italia (1950).
Finalizou em cinco ocasiões entre os 10 primeiros do Giro d'Italia, destacando a terceira posição final na edição de 1950, onde ganhou também uma etapa.

## Palmarés
- 1947
- Giro dos Apeninos

- 1950
- Giro do Piemonte
  - 3.º do Giro d'Italia, mais 1 etapa

- 1951
  - 1 etapa da Volta à Suíça

## Resultados em Grandes Voltas e Campeonatos do Mundo
Durante sua corrida desportiva conseguiu os seguintes postos nas Grandes Voltas e nos Campeonatos do Mundo em estrada:
| Corrida            | 1941 | 1942 | 1943 | 1944 | 1945 | 1946 | 1947 | 1948 | 1949 | 1950 | 1951 | 1952 | 1953 | 1954 | 1955 | 1956 | 1957 | 1958 |
| ------------------ | ---- | ---- | ---- | ---- | ---- | ---- | ---- | ---- | ---- | ---- | ---- | ---- | ---- | ---- | ---- | ---- | ---- | ---- |
| Giro d'Italia      | -    | -    | -    | -    | -    | 9.º  | 6.º  | 10.º | 6.º  | 3.º  | 20.º | 21.º | -    | 46.º | 27.º | -    | -    | -    |
| Tour de France     | -    | -    | -    | -    | -    | -    | -    | -    | -    | -    | -    | 56.º | -    | -    | -    | -    | -    | -    |
| Volta a Espanha    | -    | -    | -    | -    | -    | -    | -    | -    | -    | -    | -    | -    | -    | -    | 46.º | -    | -    | -    |
| Mundial em estrada | -    | -    | -    | -    | -    | -    | -    | -    | -    | -    | -    | -    | -    | -    | -    | -    | -    | -    |

-: Não participa

Ab.: Abandono